# East Lavant
East Lavant är en by i civil parish Lavant, i distriktet Chichester, i grevskapet West Sussex i England. Byn är belägen 4 km från Chichester. East Lavant var en civil parish fram till 1873 när blev den en del av Lavant. Civil parish hade 421 invånare år 1851.